# دردار عصبي
دردار عصبي (الاسم العلمي:Ulmus nervosa) هو نوع نباتي يتبع جنس الدردار من فصيلة الدردارية.